# モービル天ぷら
モービル天ぷら（モービルてんぷら）は、第二次世界大戦（太平洋戦争）終戦後の沖縄県で食べられた、エンジンオイル（モービル油、モビール油）で揚げた天ぷらのこと。モビール天ぷらともいう。

## 概要
第二次世界大戦後の沖縄では、天ぷらを揚げる際に食用油の代用として機械用減摩油が用いられた。火にかけた油は強烈な臭いを放ち黒煙を上げたというが、最高のご馳走であったとされ、人気があった。盆・正月、結婚式などでも食されたという。
オイルは米軍キャンプでの労役中の戦果品（盗品）が使用された。天ぷらには十番オイルと呼ばれる粘度の低いもの（ミッションやギヤ油）が適し、通常のエンジンオイル（三十番）は向かなかった。当時使われていたモービル油は、真っ黒なため「クラシミアンダ」とも呼ばれた。
この天ぷらを食べた後は、吐き気、腹痛、下痢などの症状が出た。尻からぬるぬると未消化の油が流れ出て服の外にまで浸透したとの複数の証言があり、沖縄の一定の年齢以上の人間であれば、ほとんどが経験したといわれることがある。死者も出ており、極めて危険な食行為である。
石油由来の鉱物油の場合、消化以前に咀嚼や嚥下自体が困難であり、もし無理に飲み込んだ場合、中枢神経や心機能への悪影響が考えられる。

## 沖縄以外での類似例
戦前から戦中にかけて航空機用エンジンを開発していた中島飛行機の実験室のエンジニアにはエンジンオイル（ひまし油）で揚げたサツマイモを食べる習わしがあった。航空用発動機のテストを行うモータリング室には油煙が充満し、配属された新人は下痢に悩まされる。天ぷらを食べるとその日は猛烈な下痢に襲われるが、以後困らなくなったという。